# Laura Gómez Ropiñón
Laura Gómez Ropiñón (València, 19 d'abril de 1984) és una esportista que competeix en judo, en la categoria de –52 kg, guanyadora d'una medalla de bronze en el Campionat Europeu de Judo de 2013. És llicenciada en ADE i milita al València Club Judo on son pare és entrenador. L'any 2012 es va quedar a portes dels Jocs Olímpics de Londres per decisió de la federació i l'any 2016 acudirà als Jocs de Rio, essent la seua primera participació olímpica. És la parella del també judoca Sugoi Uriarte i viuen a l'Eliana

## Palmarès internacional
| Campionat Europeu | Campionat Europeu           | Campionat Europeu | Campionat Europeu |
| Any               | Lloc                        | Medalla           | Categoria         |
| ----------------- | --------------------------- | ----------------- | ----------------- |
| 2013              | Budapest ( Hongria) Hongria | 3                 | –52 kg            |